# Karl von Wolzogen
Karl Freiherr von Wolzogen (eigenlijk Carl Freiherr von Wolzogen zu Neuhaus) Meiningen, 26 oktober 1764 - Semarang, 8 juli 1808) was een Duits militair en beambte in Nederlandse dienst.

## Biografie
Karl von Wolzogen was de 2ᵉ zoon van Ernst Ludwig, Freiherr von Wolzogen und Neuhaus en Wilhelmine Christine Henriette Johanna, Marschalk von Ostheim. Op tienjarige leeftijd ging hij studeren aan de Karlsschule, een militaire academie bij Stuttgart in het hertogdom Württemberg.
In 1787 trad hij als luitenant in dienst bij het infanterieregiment Württemberg. Hertog Karel Eugenius van Württemberg stond het regiment tegen een ruime vergoeding in hetzelfde jaar af aan de Verenigde Oostindische Compangnie. In dienst van de VOC werden de Würrtembergers gestationeerd op Kaap de Goede Hoop. Hierdoor werd het regiment bekend als het Württembergse Kaapregiment.
Karl von Wolzogen en zijn regiment kwamen in maart 1788 aan bij de Kaap. In augustus vroeg het bestuur van de VOC militaire ondersteuning aan de gouverneur van de Kaapkolonie om militaire ondersteuning om opstootjes op Celebes te helpen onderdrukken. Von Wolzogen melde zich aan en vertrok naar Indië. Vanuit Semarang hield hij toezicht op de handel in katoen en scheepshout. Hij leerde Nederlands en Maleis en in 1790 vergezelde hij de gouverneur op diens reis naar de keizer van Surakarta.
Na zijn terugkeer in Semarang werd hij benoemd tot hoofdman van de Württembergse troepen. Daar leerde hij Karl Friedrich von Bose kennen, die zijn vriend en vertrouweling werd. Toen Bose in 1793 aan een longziekte overleed, trouwde Von Wolzogen met diens weduwe, Johanna Frederike von Stralendorff, met wie hij zeven kinderen kreeg.
Wolzogen werd in 1798 tot majoor bevorderd. In 1806 bereikte hij het hoogtepunt van zijn militaire carrière toen hij kolonel opperbevelhebber werd van alle troepen die gelegerd waren aan Java's noordoostkust. In deze periode tijdens de Napoleontische Oorlogen had de kolonie te maken met Engelse invallen. Vanwege chronische ziekte diende hij in 1808 zijn ontslag als militair in. Hij werd aangesteld als inspecteur-generaal van de houtbossen op Java, maar overleed niet lang daarna.

## Literatuur

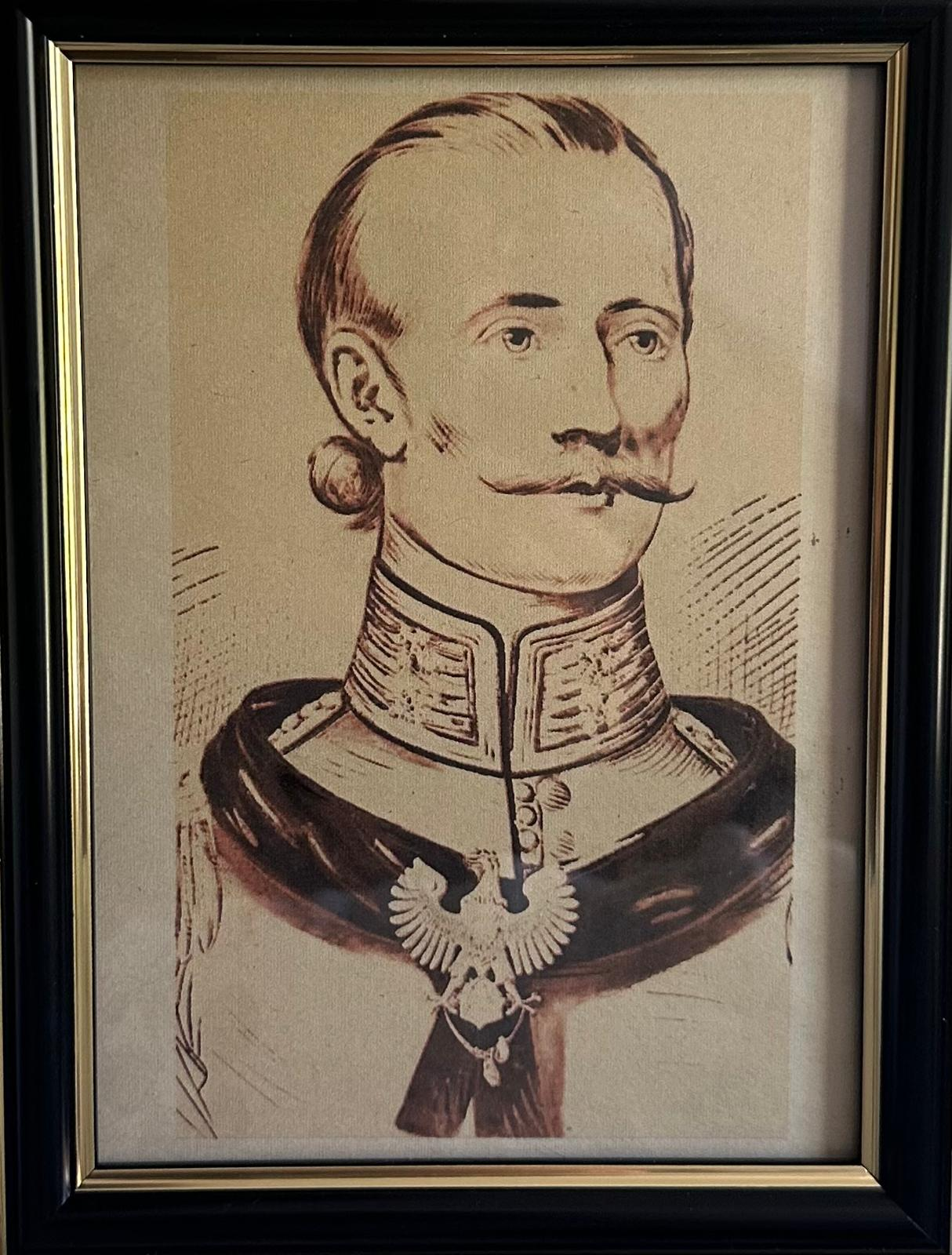